# 16757 Luoxiahong
16757 Luoxiahong è un asteroide della fascia principale. Scoperto nel 1996, presenta un'orbita caratterizzata da un semiasse maggiore pari a 2,7958667 UA e da un'eccentricità di 0,0360699, inclinata di 5,86895° rispetto all'eclittica.